# Секс и град
Секс и град (енгл. Sex and the City) америчка је телевизијска серија коју је створио Дарен Стар за HBO. Серија прати животе четири пријатељице које живе у Њујорку.
Серија је добила и позитивне и негативне рецензије критичара, највише због ликова и тема које обрађује. Остварила је велику улогу у популарности коју је стекао HBO. Добила је мноштво награда, међу којима су седам награда Еми за програм у ударном термину, осам награда Златни глобус и три награде Удружења филмских глумаца.
Успех серије довео је до настанка два дугометражна филма, Секс и град (2008) и Секс и град 2 (2010), преднаставка Карини дневници (2013—2014), као и наставка под називом И тек тако... (2021—2025).

## Порекло
Серија је делимично заснована на истоименој књизи Кендас Бушнел, састављеној од њених колумни у часопису New York Observer. Ауторка је често изјављивала да је Кари Бредшо њен алтер-его и да је заснована потпуно на њој.
Радња се односи на Кари и њене три најбоље пријатељице. Кендас Бушнел је изјавила да су ти ликови базирани на њеним пријатељицама које су најсличније Саманти и да представљају пресек савремених америчких жена. Серија често приказује отворене дискусије о сексу и љубавним везама, посебно из угла неудатих жена без сталне везе.
Прва сезона серије је била адаптација књиге, док се у осталим сезонама епизоде самостално развијају. Свака епизода у првом и другом серијалу садржи кратке интервјуе, које је Кери урадила у току истраживања за своју колумну, док су у осталим сезонама избачени из серије. Елемент који је на почетку друге сезоне избачен из серије је Керино директно обраћање публици.

## Улоге

### Кери Бредшо
Кари Бредшо (Сара Џесика Паркер), нараторка и главна протагонисткиња. Свака епизода је изграђена око њеног припремања недељне колумне Секс и град, за новине Њујорк Стар. Захваљујући колумни постаје позната у Њујорку, а у петој сезони збирка њених одабраних колумни објављена је у књизи.
Кари је редовна гошћа клубова, барова и ресторана и ужитак проналази у цигаретама, понекада и у марихуани, а посебно у коктелу Cosmopolitan. Има велику колекцију ципела на које је потрошила преко 40.000 долара, јер сваки пар кошта као и њена месечна кирија. Станује као подстанар на Менхетну, а у четвртој сезони успева да откупи стан.
Током серије Кари је имала неколико веза, а њена највећа љубав је богати финансијер, господин Зверка (енгл. Mr. Big). Њих двоје се срећу у првој епизоди и остају у контакту до последње, често обнављајући своју везу. Другу везу током серије Кари је имала са дизајнером намештаја по имену Ејдан Шо., који је сушта супротност господину Зверки. Проблеми у њиховој вези почињу да се јављају са њеном емоционалном недоступношћу. После једногодишње паузе они обнављају своју везу и почињу да живе заједно. Кари прихвата његову брачну понуду, али касније схвата да она не може да испуни његова очекивања и раскидају. У последњој сезони Кари ступа у везу са руским уметником Александром Пертовским са којим одлази у Париз. Господин Зверка у последњој епизоди одлази по њу у Париз и враћа је у Њујорк.

### Шарлот Јорк
Шарлот Јорк (Кристин Дејвис) је пореклом из богате породице из Конектиката која је цео живот радила по правилима и постизала резултате који се очекују од девојке из угледне куће. Бави се уметничким делима и ради у галерији. Касније напушта посао да би се посветила свом породичном животу. Она је најконзервативнија, најтрадиционалнија и најоптимистичнија личност у серији која верује у праву љубав. Често се нелагодно осећа док њене пријатељице отворено дискутују о својим сексуалним животима. Два пута се удавала. Први брак је имала са угледним лекаром шкотског порекла Трејом Макдугалом (Кајл Маклаклан), који је имао проблема са импотенцијом. Други муж јој је Хери Голденблат, адвокат који је водио њену бракоразводну парницу. Због њега је прешла у јудаизам. На крају серије њих двоје усвојили су малу кинеску девојчицу.

### Саманта Џоунс
Сексуално најлибералнији лик у серији је Саманта (Ким Катрал). Њена најбоља пријатељица је Кери и њих две се међусобно охрабрују. Саманта је самостална и пословна жена, која има своју агенцију за односе са јавношћу. Лојална је својим пријатељицама. Иако се неколико пута свађала са Шарлот, увек су успевале да превазиђу своје разлике и да се помире. У првој сезони серије она живи у стану који се налази на Апер Ист Сајду, кварту на Менхетну, али касније се сели у скупоцени стан у Митпекинг Дистрикту, који је тих година постајао све популарније место за живот.
У шестој сезони Саманта добија рак дојке. Она се храбро суочава са тим и поиграва се својим изгледом тако што перикама, шеширима и марамама покрива губитак косе због хемотерапије.
Током серије Саманта је имала много веза које су било чисто сексуалне. Мушкарце је ретко задржавала дуже време. Дуже везе имала је са Џејмсом - којег је оставила јер има мали полни орган тако да приликом секса са њим не осећа никакво задовољство, Ричардом Рајтом - власником хотела који има сличне сексуалне апетите као она, али га оставља кад сазна да је вара, Маријом - сликарком са којом има лезбејску везу коју раскида када њихов сексуални живот почиње да опада на рачун разговора и са Смитом Џеродом - младим глумцем у успону, са којим на крају завршава у посвећеној вези.

### Миранда Хобс
Најбоља Керина пријатељица је Миранда Хобс (Синтија Никсон). Миранда је успешан адвокат и потпуно је посвећена каријери. Живи у свом стану који се налази с друге стране парка у односу на Кери. Иако је у почетку била чврста, хладна и одбојна, током серије њен лик се доста изменио. У вези је са Стивом Брејдијем, са којим је често раскидала, па се мирила. Са њим је родила сина, а касније се удала за њега и преселила у Бруклин.

## Епизоде
| Сезона | Сезона  | Епизоде | Епизоде | Оригинално емитовање | Оригинално емитовање |
| Сезона | Сезона  | Епизоде | Епизоде | Премијера            | Финале               |
| ------ | ------- | ------- | ------- | -------------------- | -------------------- |
|        | 1.      | 12      | 12      | 6. јун 1998.         | 23. август 1998.     |
|        | 2.      | 18      | 18      | 6. јун 1999.         | 3. октобар 1999.     |
|        | 3.      | 18      | 18      | 4. јун 2000.         | 15. октобар 2000.    |
|        | 4.      | 18      | 18      | 3. јун 2001.         | 10. фебруар 2002.    |
|        | 5.      | 8       | 8       | 21. јул 2002.        | 8. септембар 2002.   |
|        | 6.      | 20      | 12      | 22. јун 2003.        | 14. септембар 2003.  |
|        | 6.      | 20      | 8       | 4. јануар 2004.      | 22. фебруар 2004.    |
|        | Филмови | Филмови | Филмови | 30. мај 2008.        | 27. мај 2010.        |

## Пријем
Премијера серије Секс и град била је 6. јуна 1998. на мрежи HBO и једна је од најгледанијих комедија ситуација у сезони.

### Критике
Серија је током емитовања добила позитивне и негативне критике. Критичари су похвалили серију због искрених дијалога о женама и сексу, јер на реалан начин приказују сексуално понашање и начин живота многих урбаних Американаца.
Негативне критике су се углавном односиле на површност и себичност ликова који су окупирани собом. Чуле су се и критике да четири главна лика изгледају плитко, јер причају ни о чему другом осим о сексу. Серија је често критикована и због изостављања људи других раса, да се све врти око добро ситуираних људи беле пути и да је занемарена она популација људи која живе у сиромашним деловима Њујорка. Мушки часопис FHM је Кери Бредшо изабрао за један од најужаснијих ликова у историји телевизије.